# Mario Brizzolari
Mario Brizzolari (Roma, 1895 – ...) è stato un attore italiano.

## Biografia
Proveniente dall'Accademia Nazionale di Santa Cecilia, nella seconda metà degli anni Venti è nella compagnia teatrale di Dario Niccodemi e nella prima metà degli anni Trenta in quella di Armando Falconi. Nel 1935 entrò nella compagnia di Renzo Ricci e Laura Adani con cui collaborò per tanti anni, divenendo poi capocomico. Con la suddetta compagnia nel 1937 interpreta due commedie di Luigi Pirandello: Tutto per bene, nel ruolo del marchese Flavio Gualdi, e L'uomo dal fiore in bocca, dove impersona il coprotagonista del pacifico avventore. Nel 1940 recita nell'Adelchi di Alessandro Manzoni, interpretando il personaggio di Anfrido, elogiato da Ermanno Contini come "un Anfrido robusto e sicuro". L'anno successivo prende parte alla commedia Vita privata di un uomo celebre di Harald Bratt; il critico teatrale Francesco Callari lo giudica un "attore completo e d'una lineare e sobria recitazione".
Nel 1942 la rivista Il dramma diretto da Lucio Ridenti gli dedica la copertina, opera del disegnatore Umberto Onorato. Ridenti lo ritiene "un attore che, pur senza gloria, ha servito e serve il teatro in perfezione, dando vita continua a personaggi non facili, e spesso difficili. Carriera dunque magnifica, poiché gli attori di tal misura artistica sono pochi, ed ora diventano rarissimi". Nel 1943 è secondo attore della compagnia diretta da Silvio D'Amico.
È stato anche un attore caratterista nel cinema degli anni trenta e quaranta.

## Teatrografia parziale
- Tra vestiti che ballano, di Pier Maria Rosso di San Secondo (1927)
- Un uomo da niente, di Antonio Conti, regia di Anton Giulio Bragaglia (1935)[12]
- L'uomo sull'acqua, di Enrico Bassano, regia di Anton Giulio Bragaglia (1937)
- Dolce intimità, di Noël Coward, regia di Renzo Ricci (1937)
- Cuore, di Henry Bernstein, regia di Renzo Ricci (1937)
- Casanova a Parma, di Alessandro de Stefani, regia di Anton Giulio Bragaglia (1937)
- Tutto per bene, di Luigi Pirandello, regia di Ernesto Sabbatini (1937)
- Scampolo, di Dario Niccodemi (1937)
- L'uomo dal fiore in bocca, di Luigi Pirandello, regia di Anton Giulio Bragaglia e Renzo Ricci (1937)
- Speranza, di Henry Bernstein, regia di Renzo Ricci (1937)
- L'avventuriero davanti alla porta, di Milan Begovich, regia di Anton Giulio Bragaglia (1937)
- I girasoli, di Guido Cantini, regia di Renzo Ricci (1937)
- Il rifugio, di Dario Niccodemi, regia di Renzo Ricci (1937)
- L'elefante, di Sem Benelli, regia di Sem Benelli (1937)
- La vita è sogno, di Pedro Calderón de la Barca, regia di Corrado Pavolini (1940)
- Adelchi, di Alessandro Manzoni, regia di Renato Simoni (1940)
- La festa, di Sem Benelli (1940)
- Re Tabor, di Cesare Giulio Viola (1940)
- Il romanzo di un giovane povero, di Octave Feuillet, regia di Alberto Casella (1941)
- Il piccolo santo, di Roberto Bracco (1941)

## Filmografia
- Palio, regia di Alessandro Blasetti (1932)
- Sette giorni cento lire, regia di Nunzio Malasomma (1933)
- Kiki, regia di Raffaello Matarazzo (1934)
- La marcia nuziale, regia di Mario Bonnard (1935)
- Freccia d'oro, regia di Piero Ballerini e Corrado D'Errico (1935)
- La damigella di Bard, regia di Mario Mattoli (1936)
- Vivere!, regia di Guido Brignone (1936)
- Stella del mare, regia di Corrado D'Errico (1938)
- Il segreto inviolabile, regia di Julio Flechner de Gomar (1939)
- Processo e morte di Socrate, regia di Corrado D'Errico (1940)
- Il peccato di Rogelia Sanchez, regia di Carlo Borghesio (1940)
- Solitudine, regia di Livio Pavanelli (1941)
- Giungla, regia di Nunzio Malasomma (1942)
- Vertigine, regia di Guido Brignone (1942)
- Giorno di nozze, regia di Raffaello Matarazzo (1942)
- Labbra serrate, regia di Mario Mattoli (1942)
- Colpi di timone, regia di Gennaro Righelli (1942)
- "Due cuori tra le belve, regia di Giorgio Simonelli (1943)
- Tempesta sul golfo, regia di Gennaro Righelli (1943)
- Harlem, regia di Carmine Gallone (1943)
- Inviati speciali, regia di Romolo Marcellini (1943)
- Sant'Elena, piccola isola, regia di Umberto Scarpelli e Renato Simoni (1943)
- Il viaggio del signor Perrichon, regia di Paolo Moffa (1943)
- Enrico IV, regia di Giorgio Pàstina (1943)
- Nebbie sul mare, regia di Marcello Pagliero e Hans Hinrich (1944)

## Prosa radiofonica
- Il gladiatore morente, di Gino Rocca, regia di Aldo Silvani, trasmessa il 28 luglio 1936[13]
- Romanticismo, di Gerolamo Rovetta, regia di Alberto Casella, trasmessa il 16 agosto 1943[14]
- Un processo straordinario, di Felice Gaudioso, regia di Guglielmo Morandi, trasmessa il 20 agosto 1943[15]
- Il tessitore, di Domenico Tumiati, regia di Alberto Casella, trasmessa il 25 agosto 1943[16]